# Urs Peter Schneider
Urs Peter Schneider (* 14. Februar 1939 in Bern) ist ein Schweizer Komponist, Pianist und Klavierpädagoge.

## Leben und Wirken
Seine Studien führten ihn bis 1966 zu Walter Lang und Bruno Seidlhofer (Klavier) sowie zu Sándor Veress und Karlheinz Stockhausen, Henri Pousseur, Frederic Rzewski (Komposition) – nach Bern, Köln und Wien. 1968 gründete er das Ensemble Neue Horizonte Bern.
Schneider verfasste über zweihundert Kompositionen aller Sparten, mit einer Vorliebe für Kammermusik, mit weltweit über zweitausend Aufführungen.
Seit 1973 tritt er auch als frei improvisierender Musiker in Erscheinung, u. a. mit Pierre Favre, Léon Francioli, Irène Schweizer, Maggie Nichols, John Zorn, Philippe Micol, mit seinen Trios und als Solist.
Bis 2002 bekleidete er eine Vollzeitprofessur an der Berner Musikhochschule. Seit seiner Emeritierung widmet er sich mit vermehrtem Interesse der Sprachperformance.
Seit 2009 erscheint sein Gesamtwerk im aart-verlag, Bern.
Die Stiftung Urs Peter Schneider (STUPS) wurde 2023 gegründet.
Schneider lebt mit seiner zweiten Frau, Marion Leyh, in Biel/Bienne.

## Kompositionen
- Sonate (1955–56); Zwei Fragmente für Violine solo; Stiftung Urs Peter Schneider Biel (STUPS)
- Frühe Erzeugnisse (1955–59); aart-verlag, 2009:
  - 6 Präludien für Klavier
  - 2 Aphorismen für Klavier und Geige
  - 1 Sonatinensatz für Klavier und Geige
- Divertimento (1958–59) für Klarinette, Violine und Klavier; STUPS
- Talentproben (1960, rev. 1974–79); aart-verlag, 2009:
  - Eloquenz für Orgel mit 2 Holzbläsern und 4 Streichern
  - Eminenz für Orgel mit 2 Streichern
  - Effloreszenz für Orgel mit Resonatoren
  - Distanz für Klavier mit Präparationen
  - Dissonanz für Klavier mit 2 Streichern
  - Diskrepanz für Klavier mit 2 Blechbläsern und 4 Streichern
- Käfig (1961–62, rev. 1970 und 1992); Schweizer Musikedition:
  - Septett (1961): 18 Sequenzen für 7 Instrumente in hoher Lage (mit Klavier ad lib.)
  - Quintett (1961–62): 14 Sequenzen für 5 Instrumente in mittlerer Lage (mit Klavier ad lib.)
  - Terzett (1962): 10 Sequenzen für 3 Instrumente in tiefer Lage (mit Klavier ad lib.)
- Frühe Stücke (1961–63); aart-verlag:
  - Aktionen (1961): Septett für 3 Holzbläser, Klavier, 3 Streicher
  - Reaktionen (1962): Sextett für Sopran, 2 Blechbläser, 2 Streicher, Harfe
  - Kontraktionen (1962): Quintett für 2 Blechbläser, Marimba, 2 Streicher
  - Dekontraktionen (1963): Quartett für Sopran, 1 Holzbläser, 1 Streicher, Vibraphon
- Armer Esel (1965) für 1–4 Vokalquartette; aart-verlag
- Babel (1961–67) für beliebige Klangquellen; Schweizer Musikedition
- Worte wie Omsk (1967); Ein musikalisierter Text für 1 SprecherIn; Zytglogge Verlag
- Neues I bis IIII, Uebungen zur Zeitgestaltung (1967–68) für 7, 10, 13 Instrumente; Schweizerische Musikedition (SME)
- Demokratische Modelle (1968); aart-verlag:
  - Auf Anhieb: Übung für fünfzehn SolostreicherInnen
  - Unter Umständen: Übung für zehn SolosprecherInnen
- Zwanzig Situationen (1960–69, rev. 1970): Pseudokomposition für zehn SpielerInnen an verschiedenartigen Klangerzeugern; aart-verlag, 2009
- Abendfüllendes (1966–69): Beispiele für optische und akustische Realisationen (acht Ausführende); aart-verlag, 2009
- Karo (1968–70) Vier halbelektronische Modelle; aart-verlag, 2015:
  - Kommentar (1969) für 1 Frauenstimme und 1 Assistenten
  - Attrappe (1968) für 2 Trommelstöcke und 1 Assistenten
  - Rentisse (1970) für 1 Grammophon und 2 Assistenten
  - Opposit (1969) für 2 Kontrabässe und 2 Assistenten
- Nachmalig (1970, rev. 2017) für Klaviertrio; SME
- Familie I (1970) Drei Collagen; aart-verlag, 2015:
  - Windwerk (1970) für 1 Tonbandbastler
  - Handwerk (1970) für 1 Klavierspieler
  - Mundwerk (1970) für 1 Vortragsredner
- Raritäten (1959–71, rev. 1983) für Interpreten; Schweizer Musikedition
- Kirchweih, Fünf Rückführungen (1964–71, rev. 1972); Mannheimer Musikverlag:
  - I: Kreuze (1964–67) nach Heinrich Seuse für vier Instrumentalisten
  - II: Englisches Zubehoer (1965–66) nach Emanuel von Swedenborg für Requisiten kirchlicher Herkunft
  - III: Zähler (1966–69) nach Bernhard von Clairvaux für eine Figurine
  - IV: Geistliche Uebungen (1968–71) nach Ignatius von Loyola für Personen beiderlei Geschlechts
  - V: Umkehr (1969–70) nach Friedrich Weinreb für Orchester mit Apparatur
- Blumen (1971) für vier Klaviere; Schweizer Musikedition
- Sammlung, Sechs Partien für Solisten; SME:
  - Kugel (1962) für einmal Klavier
  - Winkel (1963) für zweimal Harmonium
  - Nabel (1965) für viermal Klavizimbel
  - Vogel (1969) für dreimal Sopran
  - Mantel (1971) für sechsmal Klarinette
  - Henkel (1972) für fünfmal Harfe
- Sendung (1972) Radioprogramm für und gegen den Südwestfunk; STUPS
- Motto (1973) auf einen Text von Robert Walser (Beiseit): für vier Musiker (Singstimme, Klavier, Sprechstimme, Grosse Trommel); aart-verlag, 2009
- Quirinus (1969–74) nach Quirinus Kuhlmann für fünf Schlagzeuger; STUPS
- Muspilli I bis V (1974, rev. 2008); aart-verlag, 2009:
  - Zahlen: für 4 Schlagzeuger, in 3 Teilen
  - Texte: für 1 Sprecher, in 3x5 Teilen
  - Bilder: für 3 SängerInnen, in 5 Teilen
  - Noten: für 5 Streicher, in 5x7 Teilen
  - Striçe: für 2 Synthesizer, in 7 Teilen
- Vier Duelle (1973 und 1975) Szenische Kammerstücke; aart-verlag:
  - In diesem Teil wird auch Chriemhilde von der Untreue ergriffen! nach Uhland, für vier Ausführende
  - Warum hat Deutschland noch kein grosses öffentliches Seebad? nach Lichtenberg, für zwei Ausführende
  - Der grösste Teil der Menschen leidet schon wirklich an einer schleichenden Branntweinvergiftung! nach Hufeland, für fünf Ausführende
  - Sollte man nicht jedem Städtgen seine besondre politische Verfassung geben? nach Möser, für drei Ausführende
- Geistliche Musik I (1974–75):
  - Fischnetz (1974) für Spielzeug und elektronische Verarbeitungen
  - Senfkorn (1975) für Singstimme (Sopran) und elektronische Verarbeitungen auf einen Text von Meister Eckhart
  - Feigenbaum (1974) für Schlagzeug und elektronische Verarbeitungen
  - Sauerteig (1975) für Sprechstimme (Bariton) und elektronische Verarbeitungen auf einen Text von Schwester Mechthild
- Ein Schulstück, Akustische und optische Darstellungen von Texten (1975) für Schüler und Schülerinnen; STUPS
- Meridian, sechs Dauern (1973–76, rev. 1986) nach Paul Celan; aart-verlag, 2009:
  - Atemwende: für neun Streicher
  - Sprachgitter: für zwei Pauker
  - Fadensonnen: für vier Sänger
  - Schneepart: für einen Hornisten
  - Niemandsrose: für sechs Gitarristen
  - Lichtzwang: für acht Pianisten
- Spazieren mit Robert Walser (1975–76) Ein radiophonisches Porträt; STUPS
- Zeitgehöft (1976, rev. 1996) nach Paul Celan: Ein Konzept für zwei Klaviere; aart-verlag
- Familie II (1975–77) Drei Arrangements; aart-verlag, 2015:
  - Wienerlied (1975) für 1 Singstimme und Instrumentarium
  - Kölnerlied (1976) für 2 Singstimmen und Instrumentarium
  - Bernerlied (1977) für 1 Singstimme und Instrumentarium
- Vier kleine Mysterien (1976–77) nach Rudolf Steiner; aart-verlag, 2009:
  - Ewiger Schnee: für 1 Klarinette (Bass) und Klavier mit Tonband
  - Wolkenloser Himmel: für 2 Streicher (Vl, Vc) und Klavier mit Tonband
  - Dürres Gras: für 3 Streicher (Vl, Vla, Vc) und Klavier mit Tonband
  - Ätzendes Brennen: für 4 Klarinetten (Es, 2 B, Bass) und Klavier mit Tonband
- Zeitraum (1977): für eine beliebige Quartettbesetzung; aart-verlag
- Werkraum, Sieben Zwiesprachen (1961–78); STUPS:
  - I A: Nimmer (1961) Noten für 4 Cembalisten
  - I B: Immer (1961) Noten für 4 Vokalisten
  - II A: Rohrertisch (1962–64) Weisungen für 4 Sprecher
  - II B: Striegeltisch (1962–64) Weisungen für 4 Schlagzeuger
  - III A: Ockerln (1965) Ansichten für 3 Partner
  - III B: Nockerln (1965) Ansichten für 3 Partner
  - IV A: Entwickeltes (1966–67 und 1972–73) Noten für 3 Posaunisten
  - IV B: Verschleiertes (1966–67 und 1972–73) Noten für 2 Pianisten
  - V A: Ichts (1974) Weisungen für 2 Partner
  - V B: Nichts (1974) Weisungen für 2 Partner
  - VI A: Lichtlein (1975–77) Ansichten für 1 Bratscher
  - VI B: Pflöcklein (1975–77) Ansichten für 1 Blockflöter
  - VII A: Noch (1978) Noten für 1 Organisten
  - VII B: Och (1978) Noten für 1 Sopranisten
- Geistliche Musik II (1977–78); STUPS:
  - Silberlinge, Nachdenken über Judas (1977) für Orchester (31 Ausführende)
  - Kohlenfeuer, Nachdenken über Petrus (1978) für kleines Orchester (15 Ausführende)
  - Erdbeben, Nachdenken über Jesus (1977) für Ensemble (7 Ausführende)
  - Wundmale, Nachdenken über Thomas (1978) für kleines Ensemble (3 Ausführende)
- Hülle und Fülle I bis III (1978): für grossen/mittleren/kleinen Chor und Trompete/Horn/Posaune; aart-verlag, 2009
- La Valse und La Marche, Zwei Synchronisationsstudien (1978) für musizierende Ensembles; STUPS
- Neun Klavierstücke (1971–79) Vorstudien zur Clavierübung; STUPS
- Clavierübung (1971–79, rev.1988) Einundachtzig Tasteninstrumentstücke; SME
- Hölzerner Himmel (1976–79) Drei Märchenstücke für Kinder; aart-verlag:
  - Ohrwurm (1976–79): Konzept für Streicher
  - Uhrwerk (1976–79): Konzept für Schlagzeuger
  - Ehrwort (1976–79): Konzept für Sprecher
- Achtsamkeit I (1978, rev. 1997 und 2009): Konzentration für 22 Instrumente in 5 ansteigenden Kadenzen; aart-verlag, 2009
- Achtsamkeit II (1978–79, rev. 1997 und 2009): Meditation für 10 Instrumente in 11 ansteigenden Kadenzen; aart-verlag, 2009
- Achtsamkeit III (1979, rev. 1997 und 2009): Kontemplation für 4 Instrumente in 23 ansteigenden Kadenzen; aart-verlag, 2009
- Vom Himmel durch die Welt zur Hölle (1979) für grosses, mittleres, kleines Ensemble; STUPS
- Zu tun (1979): 78 Ermunterungen; SME
- Ein Jahreslauf (1976–80): Vierundzwanzig Reigen durch alle Tonarten für Klavier; aart-verlag, 2009
- Organe I und II (1980): für tiefes bzw. hohes Bläserquintett; aart-verlag, 2009
- Urbilder (1978–81) Sechs experimentelle Kammermusiken; aart-verlag, 2015:
  - Gral I bis III (1978–79) für max. 8 Ausführende
  - Zwerg I und II (1979) für 6 Ausführende
  - Tor I bis IIII (1978–80) für 7 Ausführende
  - Orplid I und II (1979–80) für 5 Ausführende
  - Delphin I bis III (1980) für 3 Ausführende
  - Tamil I bis III (1979–81) für min. 4 Ausführende
- Achtzehn Stationen (1979–81) Rudi Dutschke in memoriam; aart-verlag, 2009:
  - Kurzer Walzer: 2 Stationen für Streichterzett (Vl, Vla, Vc)
  - Kurzer Marsch: 4 Stationen für Streichquintett (2 Vl, Vla, 2 Vc)
  - Langer Walzer: 5 Stationen für Bläserquartett (Kl, 2 Hrn, Fg)
  - Langer Marsch: 7 Stationen für Bläsersextett (2 Kl, 2 Hrn, 2 Fg)
- Eine kleine Extramusik von sechs Engelchen (1981) nach Gottfried Keller: für sechs Instrumentalisten (auch chorisch); aart-verlag, 2009
- Mit Dank an Mendelssohn (1981) nach William Shakespeare; Hörspiel in Form einer klingenden Zusammenfassung des Sommernachtstraums; STUPS
- Die vier Bücher (1955–82); aart-verlag, 2009:
  - Liederbuch (1955–79): 35 Lieder auf 10 Texte deutscher Dichter (1075–1975) für 1 Singstimme und Klavier
  - Chorbuch (1966–77): 12 Lieder auf 12 Texte von Robert Walser (1925) für 8 Singstimmen
  - Zeremonienbuch (1960–82): 25 Zeremonien auf 6 Texte deutscher Dichter (1475–1975) für 1 Holzblasinstrument
  - Orchesterbuch (1974–81): 8 Zeremonien auf 8 Texte von Robert Walser (1925) für 8 Holzbläser und Streicher
- Regenbogen (1973–82, rev. 1987–89) für ein bis fünf Bläser
- Chormann, Musik zum gleichnamigen Film von Lukas Strebel (1982) für präpariertes Klavier; STUPS
- Ein Walpurgisnachtstraum (1982) nach Johann Wolfgang Goethe; Tonbandstück für 16 Stimmen; SME
- Faust machen (1982) nach Johann Wolfgang Goethe Schauspielmusik durch 24 Tonarten für Singende und Musizierende; STUPS
- Augenhöhe (1982, rev. 2013) nach Friedrich Hebbel: Zwiezieler über die vierundzwanzig Töne für Hammondorgel (oder Klavier); aart-verlag, 2009
- Duplizitäten (1961–83, rev. 1990) für Interpreten; Schweizer Musikedition
- Schriftwerke (1975–76 und 1982–83) nach Martin Buber; aart-verlag, 2009:
  - Hohe Lieder: Projekt für 5–9 Improvisationen, für 1 Singstimme (Sopran) und 1 mal 5–7 (Blas-/Streich-)Instrumente
  - Du, der im Versteck des Höchsten sitzt: 16 Monodien für 1 Hornisten (Stimmung beliebig)
  - Gleiche Sprüche: Projekt für 11–15 Extrapolationen, für 2 Sprechstimmen (Bariton) und 2 mal 11–13 (Zupf-/Schlag-)Instrumente
  - O Glück ihrer, die schlichten Wegs sind: 22 Psalmodien für 2 Pianisten (Klavier vierhändig)
- Vier Hahnebücher (1959–81 und 1982–84) Material für Theaterstücke mit min. 4 Ausführenden; STUPS
- Häresie (1983–84): für zweihundert Soloblockflöten (100 S, 60 A, 30 T, 10 B); aart-verlag, 2009
- Friede auf Erden (1984): Ein Orchesterstück
- Fünfundfünfzig Variationen (1982–85) nach Adalbert Stifter: für Hoboe und Cembalo (oder zwei andere, verschiedene Instrumente); aart-verlag, 2009
- Zweiundsiebzig Varianten (1986): für 2 bis 144 Sprechstimmen; aart-verlag, 2009
- Einundneunzig Variationen (1982–85) nach Adalbert Stifter: für Geige und Klavier (oder zwei andere, verschiedene Instrumente); aart-verlag, 2009
- Sternstunde (1985–86) nach Friedrich Hebbel: Oper in sechs Bildern; aart-verlag, 2009
- Perpetuum mobile (1986, rev. 2021) für 2 Fiedeln; SME
- Vom Turm her (1983–85) Friedrich Hölderlin Trilogie 1; aart-verlag, 2009:
  - Die Linien des Lebens: Erfahrung für zwei bis elf Musiker
  - Mit Unterthänigkeit: Lebenslinien für Stimme und Begleitung
  - Die Linien des Lebens: Entlastung für zwei bis elf Spieler
- Mit Pindar (1984–86) Friedrich Hölderlin Trilogie 2; aart-verlag, 2009:
  - Todeslinien: für Violoncello od. ein anderes geeignetes Instrument (mit Bordun ad lib.)
  - Mit Liebenswürdigkeit: für fünf bis sieben Sprecher
  - Lebenstänze: für Viola od. ein anderes geeignetes Instrument (mit Bordun ad lib.)
- Zur Wand hin (1985–87) Friedrich Hölderlin Trilogie 3; aart-verlag, 2009:
  - Die Tänze des Todes: Entgrenzung für drei bis vier Spieler
  - Mit Unterthänigkeit: Todestänze für Gruppen von Schlagzeugern
  - Die Tänze des Todes: Erqueckung für drei bis vier Musiker
- Zwölf Phantasien (1986–87); aart-verlag, 2009:
  - Fünf Phantasien für Saiteninstrumente;
  - Sieben Phantasien: für Saiteninstrumente
- Viel Kies (1961–88, rev. 2006): Zwölf vernachlässigte Stücke in 1 bis 24 Sequenzen für 1 bis 8 Instrumente; aart-verlag, 2009:
  - Brief (1961): 1 Sequenz für 2x Pianoforte
  - Biest (1965): 3 Sequenzen für 1x Oboe
  - Fieps (1966): 12 Sequenzen für 5x Cembalo
  - Fries (1970): 18 Sequenzen für 7x Geige
  - Pieps (1971): 2 Sequenzen für 1x Traverso
  - Fiest (1973): 21 Sequenzen für 8x Gitarre
  - Pieks (1976): 4 Sequenzen für 4x Flöte
  - Bries (1977): 24 Sequenzen für 5x Violoncello
  - Fried (1981): 15 Sequenzen für 5x Harfe
  - Grief (1982): 6 Sequenzen für 3x Melodica
  - Kieks (1983): 5 Sequenzen für 1x Trompete
  - Pried (1988): 9 Sequenzen für 6x Bratsche
- Robert Walser Trilogie 1 (1987–88); Schweizer Musikedition:
  - Die schöne Frau von Thun (1987): Sechs Lebensbilder für drei Paare von (Blas- und/oder Streich-Instrumenten)
  - Tobold (1987–88): Szenen der Demut für Chorstimmen und Orchestergruppen
  - Das Mädchen mit den schönen Augen (1988): Zwei Albumblätter für Oboe und Trompete (oder zwei andere, aber leicht verschiedene Instrumente)
- Wüsten, Eine Dokumentation (1987–88) Musiktheatralisches Projekt zusammen mit Marion Leyh; STUPS
- Farne für Amsp (1989) Ein musikalisierter Text für 1 SprecherIn; Verlag Die Brotsuppe
- Klingende Namen (1989) Ein Konzept für Klavierquartett; SME
- Ein kleiner Extrabericht vom gekreuzigten Jesus (1991) nach Johann Scheffler für vier Vokalisten (auch chorisch); aart-verlag
- Arithmomanie I (1991, rev. 2018) für Violine, Klavier, Violoncello; aart-verlag
- Gegenweltmusik (1992) Ein Programm für ein Klavierduo; STUPS
- Perpetuum quasi immobile (1992, rev. 2021) für 2 Klaviere; SME
- Ja (1992) Ein Klaviertrio; SME
- Nein (1993) Ein Klavierquartett; SME
- 1100 Studien (1955–94) für mannigfaltige, auch multimediale Aufführungen
- Manna (1995) auf einen Text von Martin Buber (Verwahr) für vier Musiker (Singstimme, Klavier, Sprechstimme, Grosse Trommel); aart-verlag
- Mutmassung über Agis I und II (1995, rev. 2002): Spartanische Monodie für tiefes bzw. hohes Instrument (auch zusammen aufführbar); aart-verlag
- Robert Walser Trilogie 2 (1995–96); Schweizer Musikedition:
  - Studje zwej (1995) für Sprecher oder Saxophon solo
  - Studie über den Adel (1995–96) für vier Ausführende
  - Studje drej (1996) für Sprecherin oder Harfe solo
- Ein Tanzpoem (1998) nach dem Doktor Faust von Heinrich Heine für eine beliebige Quartettbesetzung (ad lib. mit Klavier oder ähnlichem); aart-verlag, 2015
- Zehntausend Erscheinungen I bis VII (1997–98) Ein Konzept mit Ausarbeitungen; 2 bis 50 Permutationen für 50 bis 2 Personen (freie Besetzungen); STUPS
- Vierzehntausend Mangelerscheinungen I bis V (1998–99) Ein Konzept mit Ausarbeitungen; 4 bis 25 Permutationen für 25 bis 4 Personen (freie Besetzungen); STUPS
- Texthefte (1960–99) für Lesende oder Sprechende; STUPS
- Ich I bis IIII (1960–99, rev. 2000) Vier Sprechtexte; SME
- Infinitive (1999) Sakrale und profane Handlungen mit Gegenständen; Ein sechzigstündiges Ritual für 06 bis 60 Ausführende; aart-verlag
- Sonnenfinsternis (1999) für ein spezifisch skaliertes Instrument; SME
- Hilfslinien (2000) Konzept für acht (Streich-)Instrumente; aart-verlag.
- Innere Stimme (2001): Eine dreiteilige Konzertetüde für Klavier in beliebiger Stimmung (evtl. auch für 2 oder 3 Instrumente); aart-verlag, 2015
- Trüb (2001, rev. 2017) für Klaviertrio; SME
- Beschaffenheit (2001) Orchestermaterial für diverse Ausarbeitungen; STUPS
- Androgyn I bis III (1997–2002): Parolen und Sonaten für literarische und/oder musikalische Performances; aart-verlag, 2015
- Eine Idylle (2002) nach Friedrich Hölderlin: Acht Bildausschnitte für vierzehn Soloblockflöten; aart-verlag
- Pragmatisch (2003) Ein Veranstaltungskonzept; Verlag Die Brotsuppe
- Elemente (2003) für Fagott solo (mit 1 SpielerIn an 2 Becken ad lib.); aart-verlag
- Tetralogie der Mutmassungen (2003); aart-verlag:
  - Blasse Spur: Ritual für sechs Ausführende
  - Weisse Spur: Ritual für acht Ausführende
  - Krasse Spur: Ritual für zehn Ausführende
  - Heisse Spur: Ritual für zwölf Ausführende
- 36 Existenzen (2003); aart-verlag:
  - 17 Existenzen: Dreistimmige sakrale Tänze für fünf Instrumente in hoher Lage
  - 19 Existenzen: Vierstimmige profane Tänze für sieben Instrumente in tiefer Lage
- Eigenheiten, Musik zu einer Installation von Susanne Muller (2003) für elektronisch bearbeitete Stimmen und Instrumente; STUPS
- Jericho (2000–04) für beliebige Klangquellen; Schweizer Musikedition
- Robert Walser Trilogie 3 (2003–04); Schweizer Musikedition:
  - Die Liebe in den leichten Worten (2003): Zwei Albumblätter für Fiedel und Gambe (oder zwei andere, aber leicht verschiedene Instrumente)
  - Kanal (2003–04): Szenen der Anmut für Sprechstimme und Kammerensemble
  - Das leichte End in Bern (2004): Sechs Lebensbilder für drei Paare von (Zupf- und/oder Schlag-) Instrumenten
- Kar I und II (2003–04): Geistliche Musik für Oboe / Baritonoboe oder Klarinette / Bassklarinette (1 SpielerIn); aart-verlag
- Titelseiten (2005): Konzepte für bewegliche Personen; aart-verlag
- Präsenz ohne Produkt (2005) Konzept zu einem kulturpolitischen Anlass für die dazu eingeladene Bevölkerung und 100 oder mehr Kulturschaffende; in: «Hotel Elite», Kulturvernetzung (Biel/CH)
- 3 mal 17 Sentenzen und 4 mal 19 Sentenzen (2005) Textsequenzen für 1 SprecherIn; SME
- Solipsistische Zeremonielle (2005); aart-verlag:
  - Im Anstehn: Fünfzehn oder mehr Übungen für Textsprecher solo (und Ensemble ad lib.)
  - Ohne Umschweife: Zehn oder mehr Übungen für Tubaspieler solo (und Ensemble ad lib.)
- Familie III (2005) Drei Potpourris; aart-verlag:
  - Gucks, mit Text (2005) für 1 Sprechstimme und Abspielgeräte
  - Danks, mit Text (2005) für 2 Sprechstimmen und Abspielgeräte
  - Locks, mit Text (2005) für 1 Sprechstimme und Abspielgeräte
- Fernschreiben (2006): Ein Kompositionskonzept zur Erzeugung kleiner vierstimmiger Stücke für ein zweistimmiges und zwei einstimmige Instrumente; aart-verlag
- Seitab (2006) zu Robert Walsers fünfzigstem Todestag für Celestaklänge (ein bis sechs SpielerInnen); aart-verlag
- Torte I (2007) Sandor Veress zum 01.II.07; 1 × 100 Singpartien (100 Ausführende); aart-verlag
- Sterntaler I (2007) nach Texten der Brüder Grimm; Märchenmaschinen für Singstimme und / oder Streichtrio; aart-verlag
- Zur Zahl hin (2004–06) Peter Sauschneider Trilogie 1; aart-verlag:
  - Die Teile des Tages I: Erqueckung für Melodica (mit Begleitung ad lib.)
  - Mit Eigenhändigkeit I: Tagesteile für zwei Flötistinnen
  - Die Teile des Tages II: Entgrenzung für Hammerklavier (mit Begleitung ad lib.)
- Mit Haydn (2005–07) Peter Sauschneider Trilogie 2; aart-verlag:
  - Wesensteile für Klavier solo (oder Klavier und Streichinstrument)
  - Mit Hintergründigkeit für zweimal fünfzehn Instrumente und Papierklänge
  - Tageswiegen für Orgel solo (oder Orgel und Schlaginstrumente)
- Vom Puls her (2006–08) Peter Sauschneider Trilogie 3; aart-verlag:
  - Die Wiegen des Wesens I: Entlastung für Hammondorgel (mit Begleitung ad lib.)
  - Mit Eigenhändigkeit II: Wesenswiegen für zwei Fagottisten
  - Die Wiegen des Wesens II: Erfahrung für Bandoneon (mit Begleitung ad lib.)
- Späte Erzeugnisse (2004–08); aart-verlag:
  - 1 Nebennotensatz (2004) für Oboe und Ud
  - 3 Euphemismen (2004–05) für Oboe und Ud
  - 8 Postludien (2005–08) für Oboe
- Lilienzeit I bis IIII (2008) nach Jakob Böhme; Kammerstücke für je vier Instrumente; aart-verlag:
  - Von früher für ein (frei besetzbares) Blechblasinstrument, Horn, Posaune, Violone
  - Bis früher für Trompete, ein (frei besetzbares) Blechblasinstrument, Violoncello, Tuba
  - Von später für Flöte, Viola, ein (frei besetzbares) Holzblasinstrument, Fagott
  - Bis später für Violine, Oboe, Klarinette, ein (frei besetzbares) Holzblasinstrument
- Zwiezieler (1960–99 und 2008) für Sprechstimme
- Torte II (2008) Karlheinz Stockhausen zum 22.VIII.08; 2 × 40 Schlagzeugklänge (1–10 Ausführende); aart-verlag
- Torte III (2008) dem Ensemble Neue Horizonte Bern zum 14.IV.08; 4 × 10 Spielzeugklänge (40 Ausführende); aart-verlag
- Würste (2000 und 2008): Kasperletheater in Zusammenarbeit mit Marion Leyh, für acht Ausführende; aart-verlag
- Dies I (2008): Einstimmige Musik für 2 × 1 Individuen zu einem Text des Thomas von Aquino; aart-verlag
- Dies II (2008): Vierstimmige Musik für 4 × 4 Individuen zu einem Text aus dem Kloster Benediktbeuern; aart-verlag
- Dies III (2008): Neunstimmige Musik für 6 × 9 Individuen zu einem Text des Thomas von Celano; aart-verlag
- Notentexte (1960–2009) nach ausgewählten Lektüren; STUPS:
  - I: R M Rilke (1960–62) für 1 Instrumentenpaar und Klavier
  - II: K V G Bosen (1971–77) für 2 Instrumentenpaare und Klavier
  - III: B H Brockes (1992–94) für 2 Instrumentenpaare und Klavier
  - IIII: J P V Richter (2003–09) für 3 Instrumentenpaare und Klavier
- Findlinge (1960–2009) Ein Album für stille BetrachterInnen
- Natursprache (2007–09) nach Jakob Böhme; Ein Kompositionskonzept zur Erzeugung von Tonhöhenverläufen für ein oder mehrere hohe Instrumente (Deklamation ad lib.); aart-verlag
- Mit Kanons auf die Tauben (2009) nach Joseph Haydns Zehn Geboten der Kunst; Ein bis zehn experimentelle Kanons vierstimmig (z. B. Klavier, Oboe, Geige, Ud); aart-verlag
- Torte IIII (2009) der Projektgruppe Neue Musik Bremen zum 35.X.09; 5 × 4 Schwatzpartien (1–4 Ausführende); aart-verlag
- Manieren I und II (2009–10) für eine homogene Quintettbesetzung; aart-verlag
- Dieselben (2009–10): Vier Stücke für Carrilloklaviere; aart-verlag
- Sterntaler II (2010) nach Texten der Brüder Grimm; Märchenmaschinen für Sprechstimme und / oder Schlagtrio; aart-verlag
- Wanderwege durch ein Wildwuchsgebiet I bis V (2010); für 1–5 Instrumente und Klavier; aart-verlag
- Rezepte (2010–11): 1–100 Verschreibungen für 1–10 Performende; aart-verlag
- Uraufführung (2010–11): Ein Konzept für dich allein; aart-verlag
- Nachvollzug (2011) für Duobesetzungen; aart-verlag
- Mechanismen (2011) nach Franz Josef Czernin für Orgel; aart-verlag
- Familie IIII (2010–12) Drei Kontaktstellen; aart-verlag:
  - Jüngst, mit Musik (2010) für 1 Sprechquartett
  - Höchst, mit Musik (2011) für 1 Tastenquartett
  - Längst, mit Musik (2012) für 1 Schlagquartett
- Ausserhalb (2012): 25 Befindlichkeiten für drei Ausführende mit vielfältigen Klangmöglichkeiten; aart-verlag
- Abdichtung, Ein zwölfteiliger Text (2012) für Sprechstimme (auch elektronisch); Verlag Die Brotsuppe
- Späte Stücke (2011–13); aart-verlag:
  - Duktionen (2011): Septett für 3 Holzbläser, Marimba, 3 Streicher
  - Reduktionen (2012): Sextett für Marimba, 2 Blechbläser, 2 Streicher, Harfe
  - Konstruktionen (2012): Quintett für 2 Blechbläser, Klavier, 2 Streicher
  - Dekonstruktionen (2013): Quartett für Klavier, 1 Holzbläser, 1 Streicher, Vibraphon
- Heile Welt (2011–13) Operette in sechzehn stillen Bildern nach Texten aus diversen Libretti; aart-verlag
- Amen I bis IIII (2013) für je sechzehn Instrumente; aart-verlag
- Endliches Gelingen (2005–14): 20 Transformationen für 1, 2, 4, 5 Instrumente; aart-verlag
- Kontroverse (2014) für fünfundzwanzig Solotraverse; aart-verlag
- So Beseelte (2014) für (präpariertes) Klavier; Schweizer Musikedition
- Schriften I bis V (1955–2015) Texte für als mit zur Musik; STUPS
- Aus der Tiefe (2013–15): Acht Zumutungen für Klavier; aart-verlag
- Ach ja (2015): Eine dunkle Konversation für 2 Sprecher und 2 Sprecherinnen; aart-verlag
- Weisse Dunkelheit (2015): Ein Schwanengesang für Klavier solo oder vierhändig (Rezitation ad lib.); aart-verlag
- Teich mit zwei Schwänen (2016): Ein zarter Abschied für Klaviertrio; aart-verlag
- Schwarze Helligkeit (2017): Ein Schwanengesang für Klavier solo oder vierhändig (Rezitation ad lib.); aart-verlag
- Extrakt (2016): Sprechtext für eine Performance von Marion Leyh; Schweizer Musikedition
- Du (2014–17): Sechs Gestaltbildungen; aart-verlag:
  - Wahrung (2014–15): Eine Elegie für Soloviola (und Ensemble ad lib.)
  - Getrost (2015): Ein Abschied für 1–4 zarte Instrumente (Singstimmen)
  - Fügung (2015–16): Ein Opfer für grosses Orchester ohne Schlagzeug
  - Erhört (2016): Ein Gebet für 5 zweistimmig spielende Schlagzeuger
  - Rundung (2016–17): Ein Verzicht für Solopiano (und Ensemble ad lib.)
  - Bedacht (2017): Eine Studie für 1–4 zarte Singstimmen (Instrumente); aart-verlag
- Empor (2016–17) für 1 bis 3 Streicher mit oder ohne Klavier; aart-verlag
- Leerer Schein (2017) für 6 Ausführende (2 Fagotte, Harfe, Pauke, 2 Posaunen); aart-verlag
- Arithmomanie II (2017, rev. 2018) für Klarinette, Orgel, Bassklarinette; aart-verlag
- Wettstreit der Nachtigall (2017): Eine erste und letzte Sinfonie für 84 singende, spielende, sprechende, schlagende Ausführende; aart-verlag
- Drei Melodramen (2017–18) für Sprecherin und Sprecher, Klavierspielerin und Klavierspieler; aart-verlag
- Furien und Eilfen (2018): Variabel besetzbare Kammermusik für 2, 4, 6, 8, 10 Instrumente; aart-verlag
- Albumblätter (1999–2019) 2 x 21 Notenseiten und 2 x 21 Textseiten für verschieden komplexe Aufführungen; SME
- Vier Botschaften (2001 und 2019, rev. 2020); aart-verlag
  - Engelszungenreden (2001) für acht Singstimmen
  - Siebenmeilensteine (2001) für einen Klaviervirtuosen
  - Sonnabendsrauschen (2019) für acht Sprechstimmen
  - Rauchzeichensprache (2019) für einen Mischpultvirtuosen
- Teilchenwelten (2019) für 1–7 Quartette; aart-verlag
- Pleonastische Modelle (2020); aart-verlag
  - Auf Anreiz: Uebung für fünfzehn SolostreicherInnen
  - Unter Umstürzen: Uebung für zehn SolosprecherInnen
- Das Pestlied (2020) nach Huldrych Zwingli für zwei gleiche, hohe Instrumente; Schweizer Musikedition
- 24 kleine Etüden durch alle Tonarten (2020) für Klavier oder ein anderes, hohes Instrument; Schweizer Musikedition
- Nachtlicht (2020): Zehn stille Bagatellen, in vierzig Varianten für Streichquartett (2 Vl, 1 Vla, 1 Vc oder 1 Vl, 2 Vle, 1 Vc oder 1 Vl, 1 Vla, 2 Vc); aart-verlag
- Onkel und Tante (2020–21) für 2 oder 3 Streicher mit Klavier; Schweizer Musikedition
- Kuriositäten (2020–21): Szenisches Musiktheater für 1 bis 5 multimedial agierende Duos; Schweizer Musikedition
- Voreiliger Nachlass (2021) für acht Ausführende; aart-verlag
- Alter Esel (2022) für 1–4 Klaviere; aart-verlag
- Freundschaften (2022) für 5 Streicher und 5 Bläser; aart-verlag
- Vorwärts zu den Quellen (2022): Fünf mal zwei ohrenöffnende Etüden für sieben Ausführende; aart-verlag
- Ein Leidensweg (2022–23): Langwährende Handlung für (leicht präpariertes) Klavier solo; aart-verlag
- Voller Schrein (2023): Kammertheaterstück für 6 Ausführende; aart-verlag
- Komödie einiger Geschöpfe (2022–....): Ein vermutlich unabschliessbares Projekt in 80 Teilen für 1 Hauptinstrument und 1–5 Nebeninstrumente
- Raumzeit (2024): Neun Strophen für eine beliebige Terzettbesetzung; aart-verlag
- Werkzeit, Fünf Zwiesprachen (2008–25):
  - I A: Präset (2008); Weisungen für 3 Sprecher
  - I B: Präsent (2008); Weisungen für 3 Schlagzeuger
  - II A: Rodel (2009); Ansichten für 2 Partner
  - II B: Rondel (2009); Ansichten für 2 Partner
  - III A: Höllenfahrt (2015–18); Noten für 2 Oboisten
  - III B: Männerfron (2015–18); Noten für 2 Organisten
  - IV A: Frasen (2024); Weisungen für 2 Partner
  - IV B: Fransen (2024); Weisungen für 2 Partner
  - V A: Köpfe (2025); Ansichten für 1 Bratscher
  - V B:	Knöpfe (2025); Ansichten für 1 Blockflöter

## Bücher
- Konzeptuelle Musik. Eine kommentierte Anthologie. Bern 2016. ISBN 978-3-9524749-0-7.
- Komponieren 1955–1988. Zytglogge, Bern 1989, ISBN 978-3-7296-0307-3 (= Dossier Musik der Pro Helvetia).
- Das Umbiel. verlag die brotsuppe, Biel 2008, ISBN 978-3-905689-16-7.
- Schriften I bis V. verlag die brotsuppe, Biel 2016, ISBN 978-3-905689-70-9.
- Das Urbeil. verlag die brotsuppe, Biel 2023, ISBN 978-3-03867-092-6.

## Schriften
- Verschiedenes zu Hermann Meier. In: Dissonanz. 108, 2009, S. 6–9.
- Verschiedenes von Hermann Meier. In: Dissonanz. 108, 2009, S. 9–12.
- Texte als für mit zur Musik (ohne C). In: Dissonanz. 50, 1996, S. 15–17.
- Texte als für mit zur Musik (ohne D). In: Kaspar Hauser / Individualität. 28, 1990, S. 41–55.
- Alle mich interessierende Musik ist Avantgarde. In: Kulturmagazin. September/Oktober 1986, S. 31–33.
- Musiker sein – In der Schweiz. In: Kaspar Hauser / Individualität. 5, 1984, S. 99–105.
- Musik im Raum – Hörübungen, Denkanstösse. In: Zwillingsphänomene der Architektur. 2, 1981, S. 39–50.
- Noten – Musikalische Schriftbilder und ihre Ausführung. Kunsthalle, Bern 1974.

## Film
- Urs Peter Schneider: 36 Existenzen. Dokumentarfilm, 92 Min. Regie, Kamera, Ton: Urs Graf. Filmkollektiv Zürich, 2006.[1]

## Preise
- 1964 Zweiter Preis im Grossen Pembaur-Klavierconcours
- 1966 Solistenpreis des Schweizerischen Tonkünstlervereins
- 1970 Avro-Preis der Niederländischen Rundfunkanstalten für sein Orchesterwerk Umkehr
- 1983 Grosser Musikpreis des Kantons Bern, zusammen mit seiner ersten Frau, der Sopranistin, Pianistin und Komponistin Erika Radermacher
- 1981 und 1987 Zwei Preise am Bat-Wettbewerb für zeitgenössische Kammermusik
- 1987 Erster Preis «Musik in Grenzbereichen» des Migros-Genossenschafts-Bundes, zusammen mit Philippe Micol
- 2006 Kulturpreis der Stadt Biel
- 2009 Kompositionspreis (Marguerite Staehelin) des Schweizerischen Tonkünstlervereins

## Diskografie
- Kompositionen 1973–1986: Enthält Zeitgehöft (1976), Sternstunde (1985–86), Meridian (1973–76), Augenhöhe (1982); Edition Wandelweiser Records EWR 1402/03, Haan 2014
- Urs Peter Schneider – Grammont Porträt Nr. 34-2: Babel (1961–67), Chorbuch (1966–1977), Studien, Orchesterbuch (1974–1981); Grammont CTS-P 34-2, 1991
- Grammont Sélection 5: u. a. Urs Peter Schneider: Dieselben (2009–2010); Musiques Suisses Nr. MGB CTS-M 137, 2012
- Grammont Sélection 3 – Créations de l’année 2009 en Suisse: u. a. Urs Peter Schneider: Dies III (2008); Grammont MGB Nr. CTS-M 125, 2010
- Tempus loquendi: u. a. Urs Peter Schneider: Zeremonienbuch (1960–1982); Hans Balmer – Flöte, Fontastix, 2008
- Robert Walser und die Schweizer Musik: u. a. Urs Peter Schneider: Beiseit I & II, Robert Walser Trilogie II; Musiques Suisses MGB 6226; 2005
- Ensemble Neue Horizonte Bern: Historische Aufnahmen 1968–1998: u. a. Urs Peter Schneider: Raritäten für Interpreten (1959–1971/1983), Mit Dank an Mendelssohn (1981); Musiques Suisses MGB CTS-M 76, 2002
- 10 Wim Pern: u. a. Urs Peter Schneider: Studie (1992); Unit Records, 1992